# Ніко Ернандес
Ніко Ернандес (англ. Nico Miguel Hernández; нар. 4 січня 1996, Вічита, Канзас, США) — американський професійний боксер, що виступає у найлегшій вазі, бронзовий призер Олімпійських ігор 2016 року.

## Аматорська кар'єра
На чемпіонаті світу 2015 програв у першому бою Брендану Ірвіну (Ірландія).

### Олімпійські ігри 2016
- 1/16 фіналу. Переміг Мануеля Каппаї (Італія) — 3-0
- 1/8 фіналу. Переміг Василя Єгорова (Росія) — 3-0
- 1/4 фіналу. Переміг Карлоса Кіпо (Еквадор) — 3-0
- 1/2 фіналу. Програв Хасанбою Дусматову (Узбекистан) — 0-3

## Професіональна кар'єра
Дебютував на профірингу 25 березня 2017 року. Усі поєдинки провів у рідному штаті Канзас. Впродовж 2017—2019 років здобув сім перемог. 19 травня 2018 року завоював вакантний титул IBA у найлегшій вазі.
Після трирічної перерви переможно повернувся на ринг 9 липня 2022 року у рідному місті Вічита, щоб взяти участь у головному поєдинку нової комбінованої аматорсько-професійної серії боїв, представленої Ares Entertainment під назвою «Ніч бою в США».